# Evliya Çelebi
Ibn Darwish Mehmed Zilli (Estambul, 25 de marzo de 1611 - 1682), conocido como Evliyá Çelebí, fue un escritor y viajero otomano que viajó a través de los territorios del Imperio otomano y territorios vecinos durante cuarenta años, en el apogeo cultural del imperio.
Çelebi cultivó la tradición de la rihla que prosiguió en diversas partes del mundo musulmán. Fue el autor del libro de viajes Seyahatnâme (Libro de Viajes), también llamado Tarih-i Seyyah (La Historia del Viajero), importante fuente de conocimiento sobre los pueblos del Imperio otomano, de historia y de aspectos geográficos y sociológicos que comprende diez volúmenes.
Evliya Çelebi también viajó por Hungría y Austria, y visitó Viena «con el ojo avizor de un guerrero de frontera». El siglo XVII se caracterizó por los enfrentamientos entre otomanos y austríacos que culminaron con el infructuoso segundo sitio (el primero fue entre el 27 de septiembre y el 15 de octubre de 1529) de la capital a orillas del Danubio entre el 17 de julio y el 12 de septiembre de 1683 por parte del ejército del visir otomano Kara Mustafá, el cual se dejó sorprender por la columna aliada franco-germana-polaca de socorro al mando de Carlos de Lorena y Juan III Sobieski.
Çelebi fue un gran viajero y un gran romántico, a veces fantasioso, como cuando se refiere a una obvia mítica expedición de cuarenta mil jinetes tártaros a través de Austria, Alemania y Holanda hacia el mar del Norte. Su estilo literario es excelente y destacan la minuciosidad y precisión de sus descripciones geográficas, de personas y grupos sociales. Por ejemplo, sobre la Casa Real de Austria opina lo siguiente: «Por la Voluntad de Dios Todopoderoso, todos los emperadores de esta casa son igualmente repulsivos en su aspecto. Y en todas las iglesias y casas, así como en las monedas, el emperador es representado con su feo rostro, y ciertamente, si cualquier artista osara retratarlo con un bello semblante sería ejecutado, pues él considera que así lo desfiguran. Estos emperadores están orgullosos de su fealdad». Sin embargo, otros juicios de Evliya Çelebi sobre la sociedad austríaca son altamente favorables e incluso halagadores. Sobre las mujeres vienesas dice que «gracias a la pureza del agua y al buen aire son hermosas, altas, de esbelta figura y rasgos nobles». También pondera las excelencias de la vasta y bien cuidada biblioteca de la Catedral de San Esteban de Viena.
A diferencia de otros viajeros y escritores musulmanes, Çelebi evita cuidadosamente cualquier comparación explícita entre aquello que vio en Austria y lo que él y sus lectores conocen en casa. En las historias magistrales con las cuales entretiene a su público, importantes y detallados señalamientos pueden apreciarse acerca del ejército, el sistema judicial, la agricultura, así como sobre las características topográficas y edilicias de la ciudad capital.